# Gyula Teleki
Gyula Teleki (15 febbraio 1928 – Budapest, 14 giugno 2017) è stato un calciatore e allenatore di calcio ungherese, di ruolo difensore.

## Carriera

### Club
Ha sempre giocato nel campionato ungherese.

### Nazionale
Ha collezionato 3 presenze con la maglia della nazionale.

## Palmarès

### Giocatore

#### Competizioni nazionali
- Campionato ungherese: 1

Vasas: 1957
- Coppa d'Ungheria: 1

Vasas: 1954-1955

#### Competizioni internazionali
- Coppa Mitropa: 2

Vasas: 1956, 1957